# Ескус (острів)
Острів Ескус (болг. остров Ескус, трансліт. ostrov Eskus, IPA: [ˈƆstrof ˈɛskos]) — низький незамерзаючий острів групи Оногур біля північно-західного узбережжя острова Роберт на Південних Шетландських островах, Антарктида, що простягається 380 м у напрямку південний схід-північний захід та 40 м завширшки. Об'єкт складається з двох частин, з'єднаних косою, і відокремлений від островів Редіна, Ковач і Острів Лів проходами 120 м, 160 м і 130 м за шириною відповідно.
Острів названий на честь давньоримського міста Ескус у Північній Болгарії.

## Розташування
Острів Ескус знаходиться за координатами 62°21′07″ пд. ш. 59°41′15.5″ зх. д. / 62.35194° пд. ш. 59.687639° зх. д., що є 1,42 км на північ від точки Місномер та 890 м на захід від пункту Шипот. Британське картографування у 1968 році та болгарське картографування у 2009 році.

## Мапи
- Острів Лівінгстон до острова Кінг Джордж. Масштаб 1: 200000. Морська карта Адміралтейства 1776. Тонтон: Бюро гідрографії Великої Британії, 1968.
- Л. Л. Іванов. Антарктида: острови Лівінгстон та Гринвіч, Роберт, Сноу та Сміт [Архівовано 24 квітня 2008 у Wayback Machine.] . Масштаб 1: 120000 топографічної карти. Троян: Фонд Манфреда Вернера, 2009.ISBN 978-954-92032-6-4 (друге видання 2010 р.,ISBN 978-954-92032-9-5)
- Антарктична цифрова база даних (ADD). [Архівовано 5 березня 2017 у Wayback Machine.] Масштаб 1: 250000 топографічної карти Антарктиди. Науковий комітет з антарктичних досліджень (SCAR). З 1993 року регулярно модернізується та оновлюється.

## Посилання

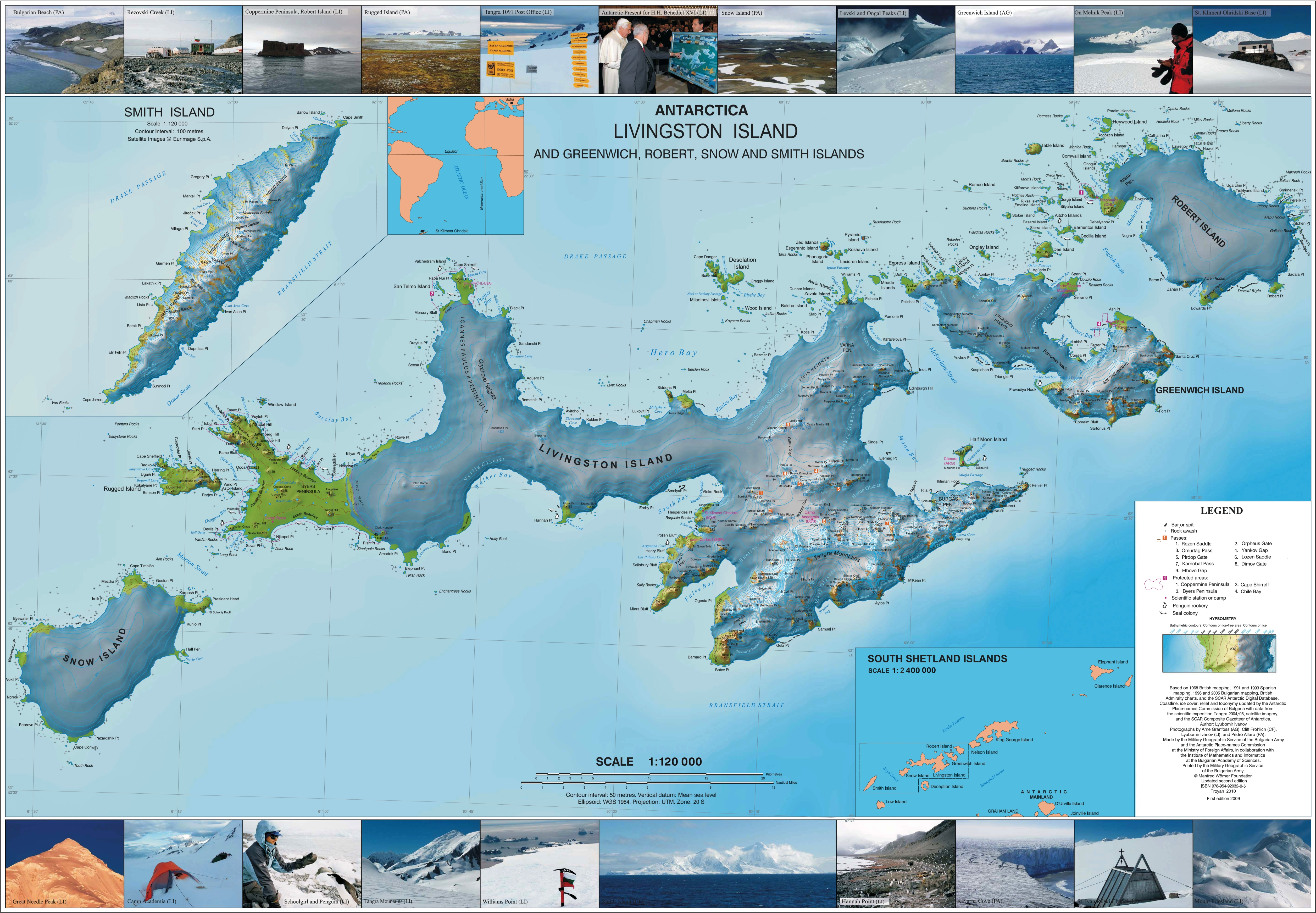
Топографічна карта островів Лівінгстон, Гринвіч, Роберт, Сноу та Сміт.